# Saint-Julien-en-Genevois
Saint-Julien-en-Genevois là một xã trong tỉnh Haute-Savoie thuộc vùng Rhône-Alpes đông nam Pháp.

## Địa lý
Saint-Julien-en-Genevois nằm cách biên giới với Thụy Sĩ 9 km (5,6 mi) về phía tây nam trung tâm Geneva và tạo thành một phần của vùng đô thị.
Đô thị Saint Julien-en-Genevois gồm các làng: Thairy, Crâche, Thérens, Norcier, Ternier, và Lathoy.

## Thành phố kết nghĩa
Saint-Julien-en-Genevois kết nghĩa với Mössingen, Đức, từ 13 tháng 1 năm 1990.

## Hình ảnh

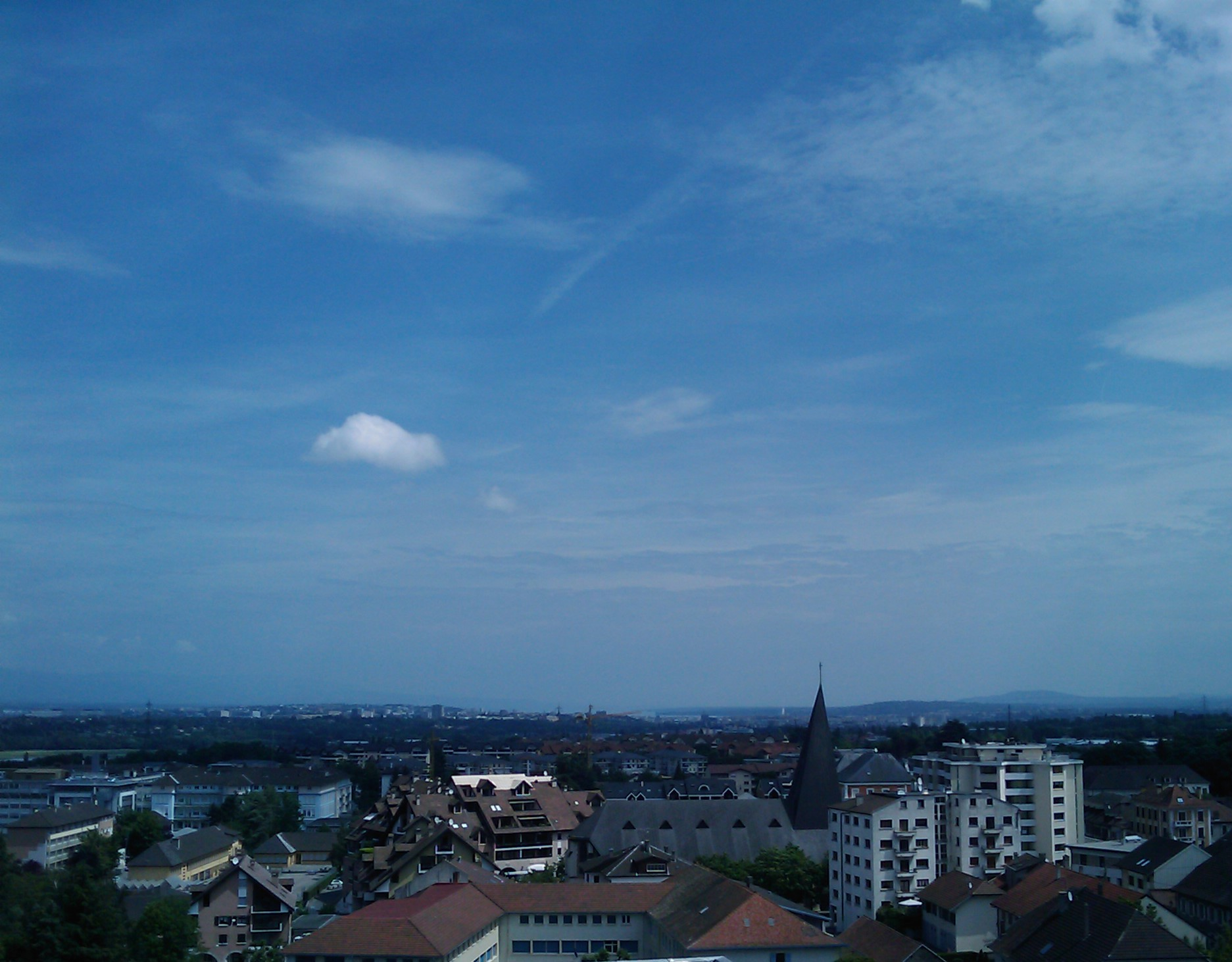
General view of Saint Julien with Geneva in the background.
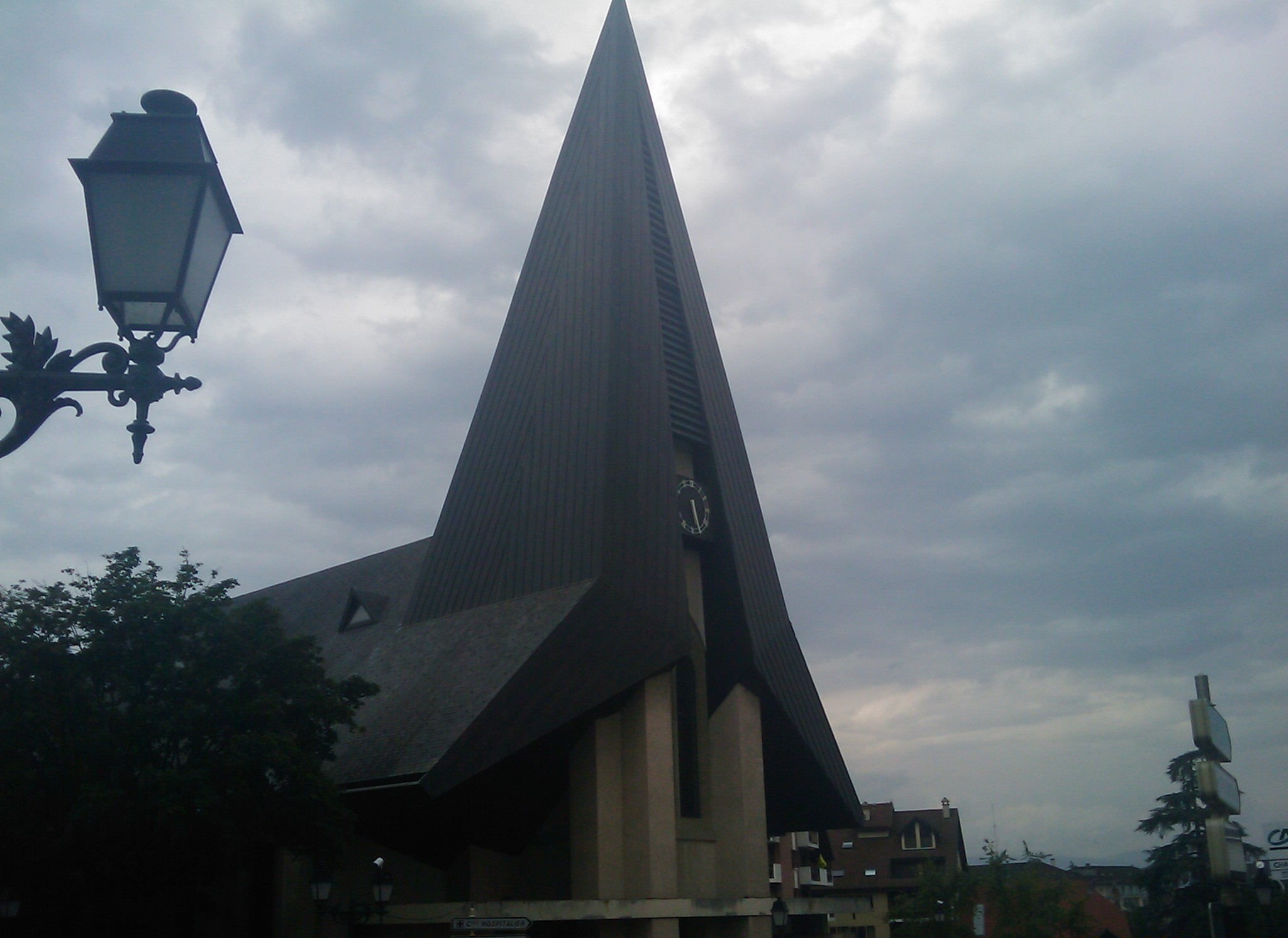
The church square.
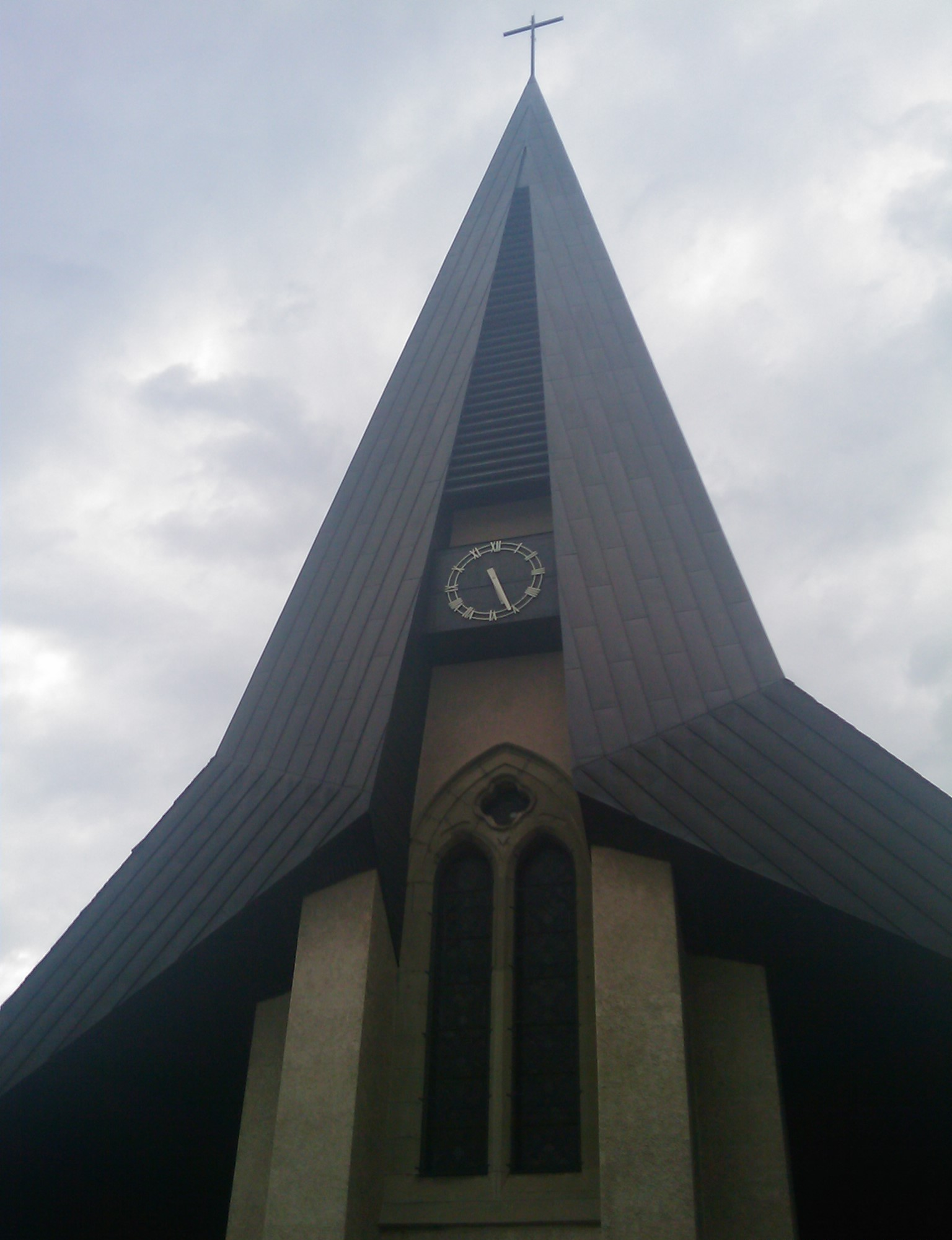
The Catholic church.
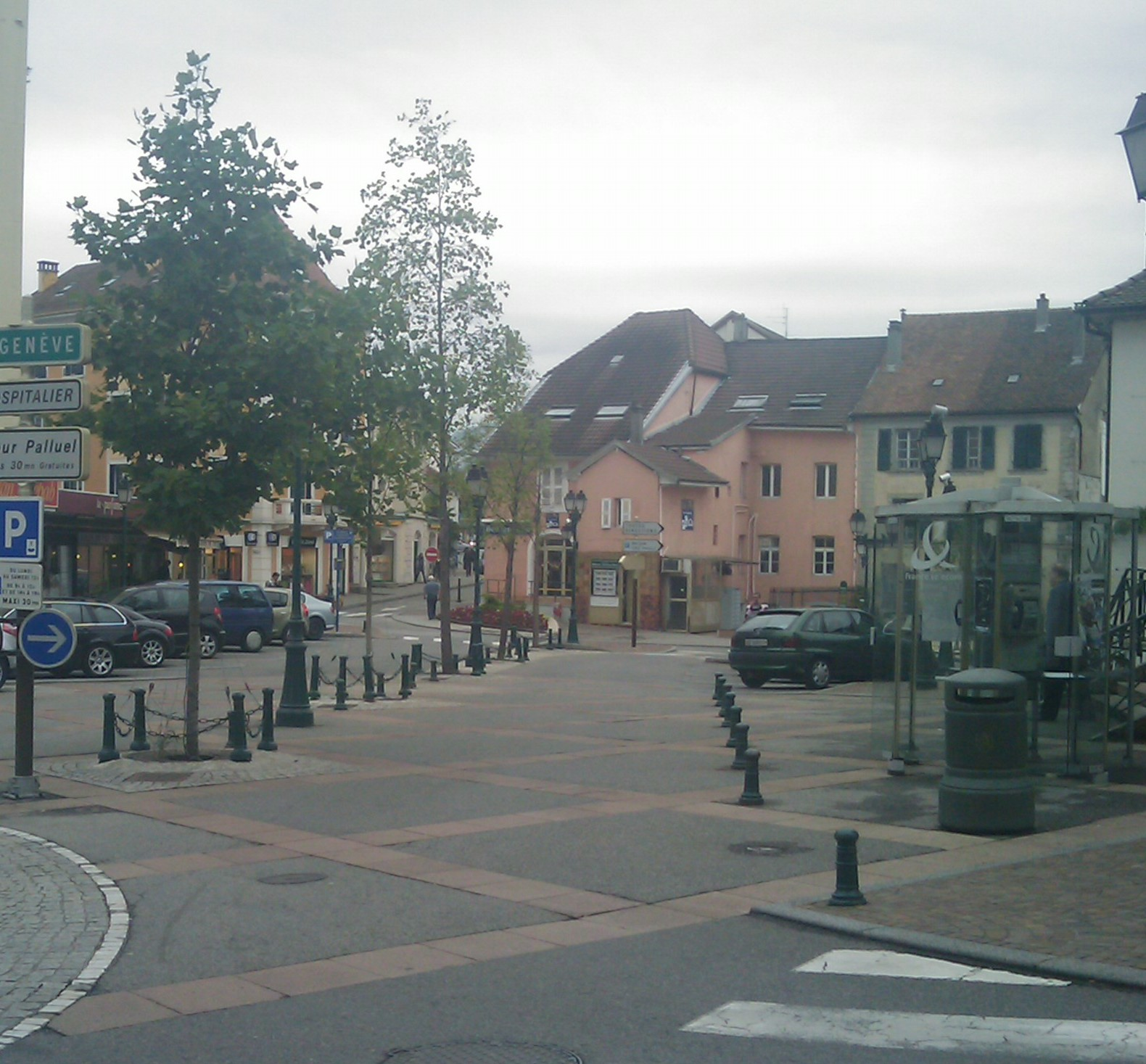
"Place de la Libération", the main square.
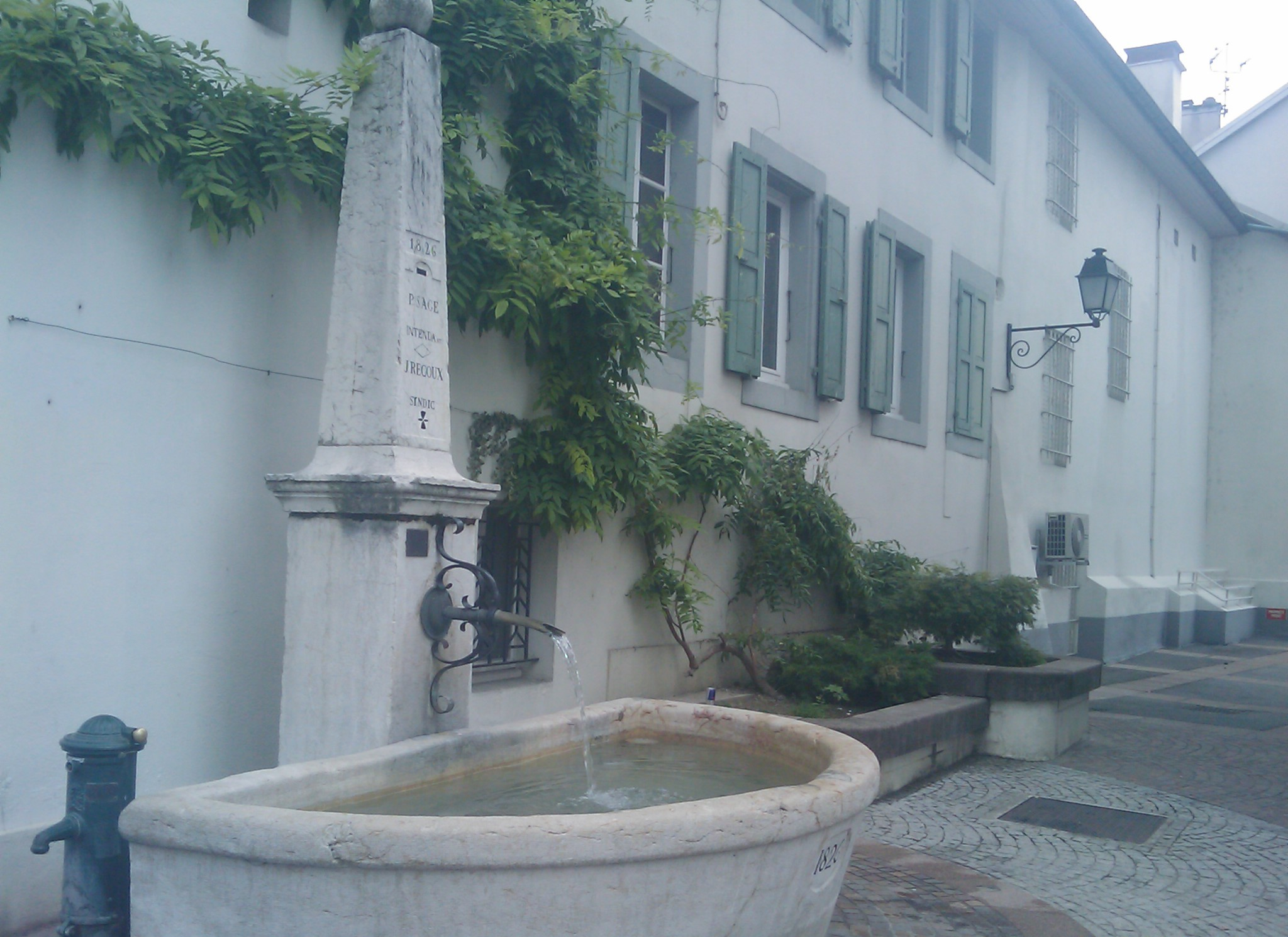
The old water trough at "Place de la Libération".
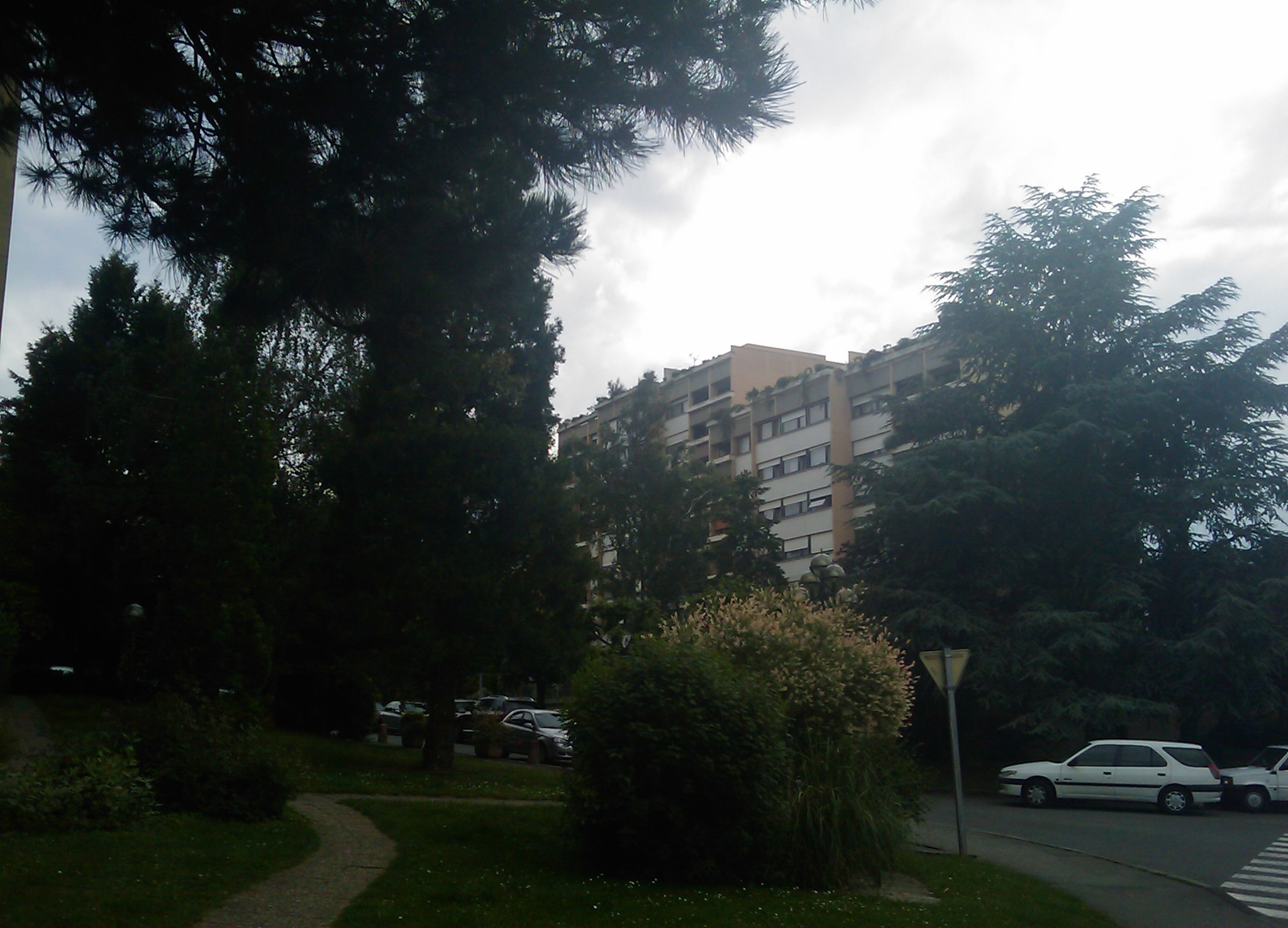
'L'Escalade" residential area.
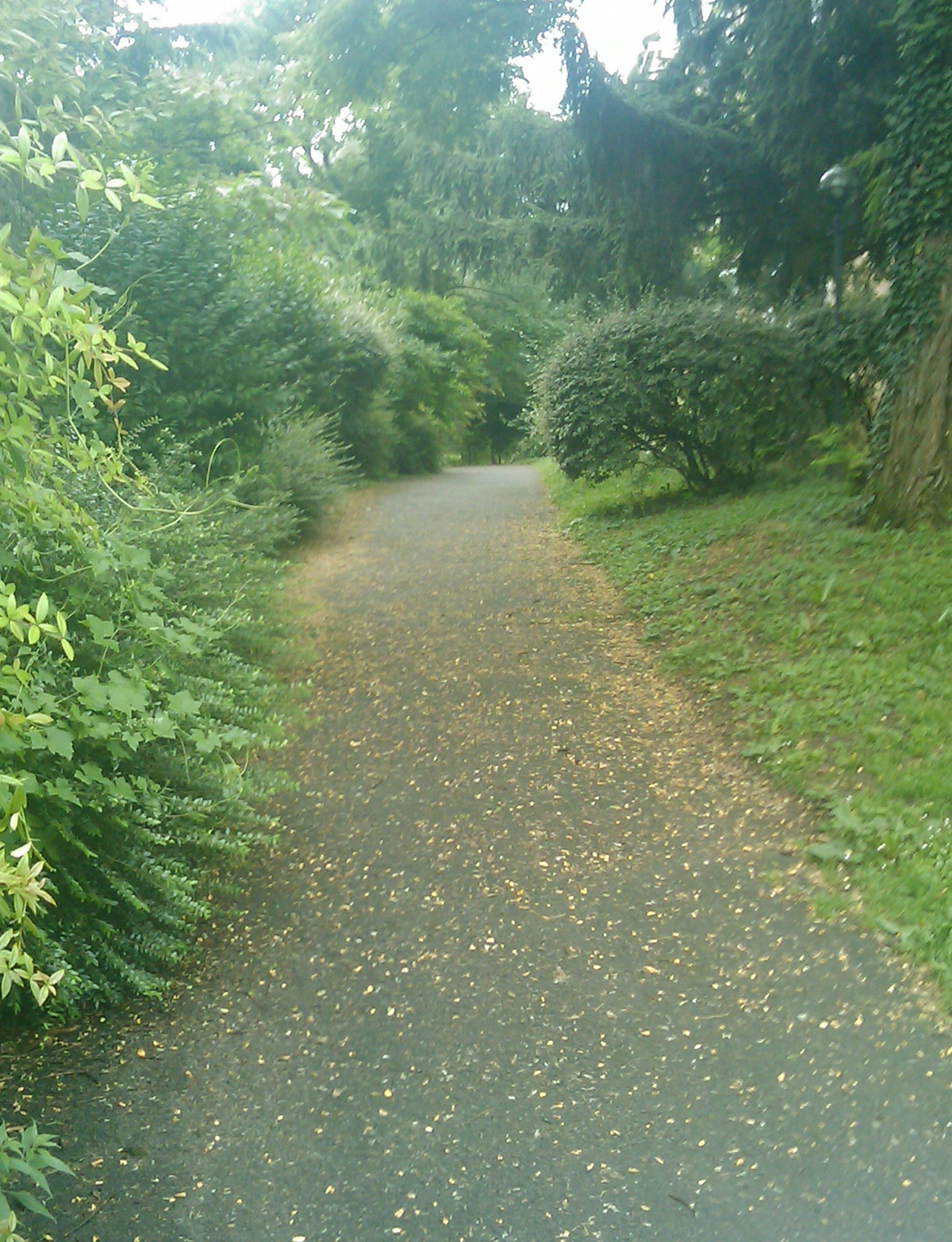
"Chemin des marronniers", the chestnut lane at "l'Escalade".
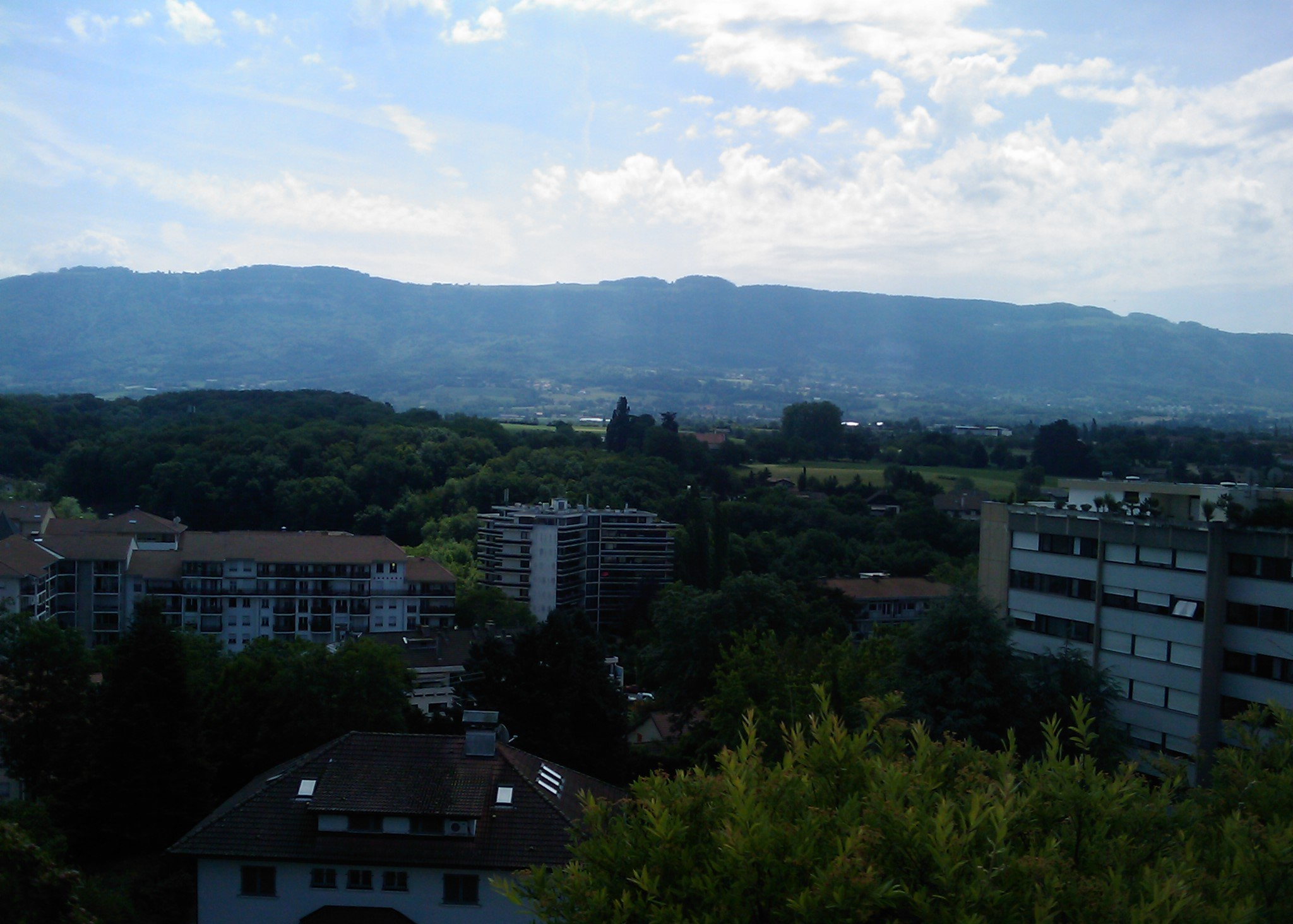
View on the Salève mountain.
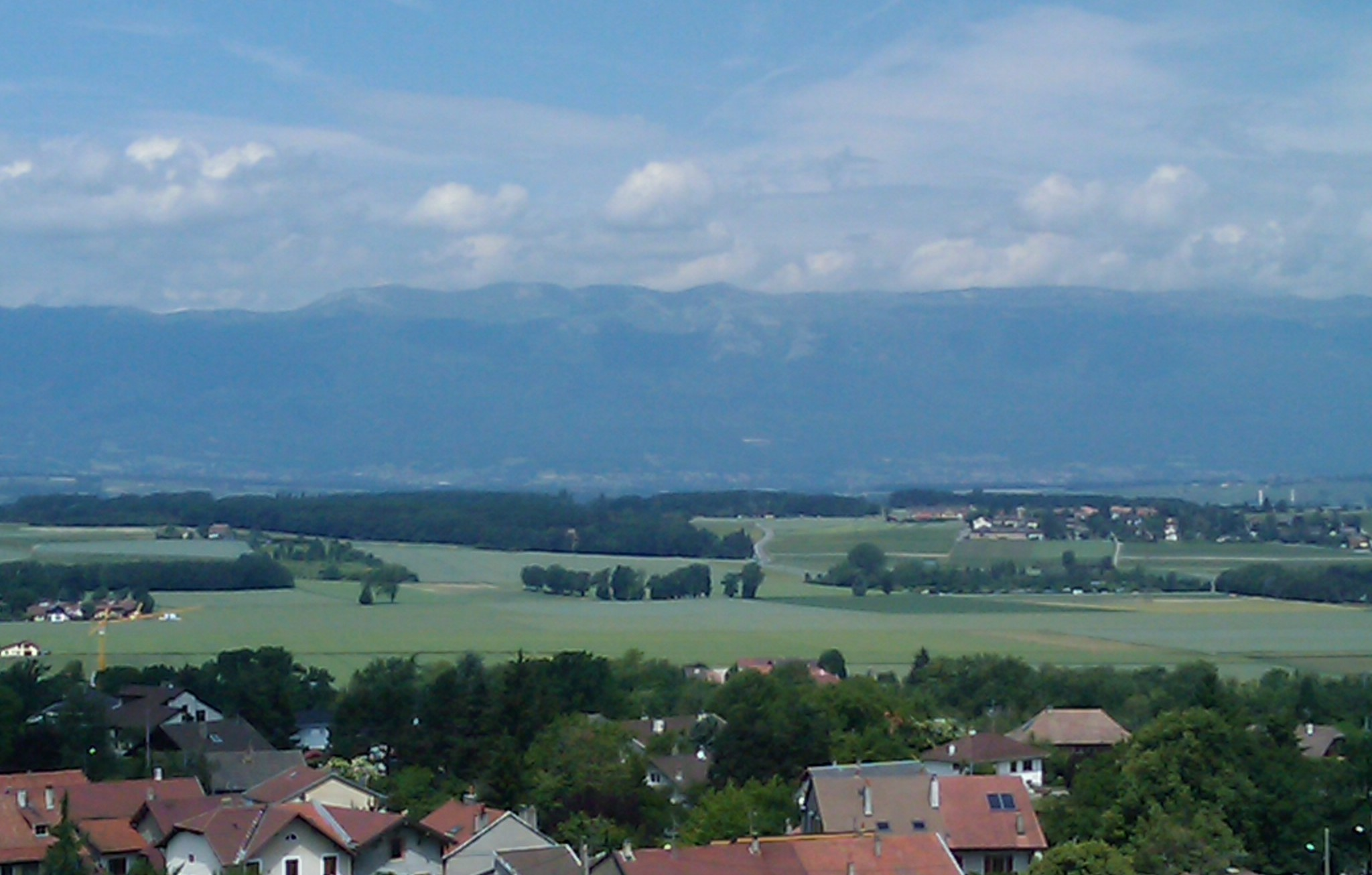
View on the Jura mountains.
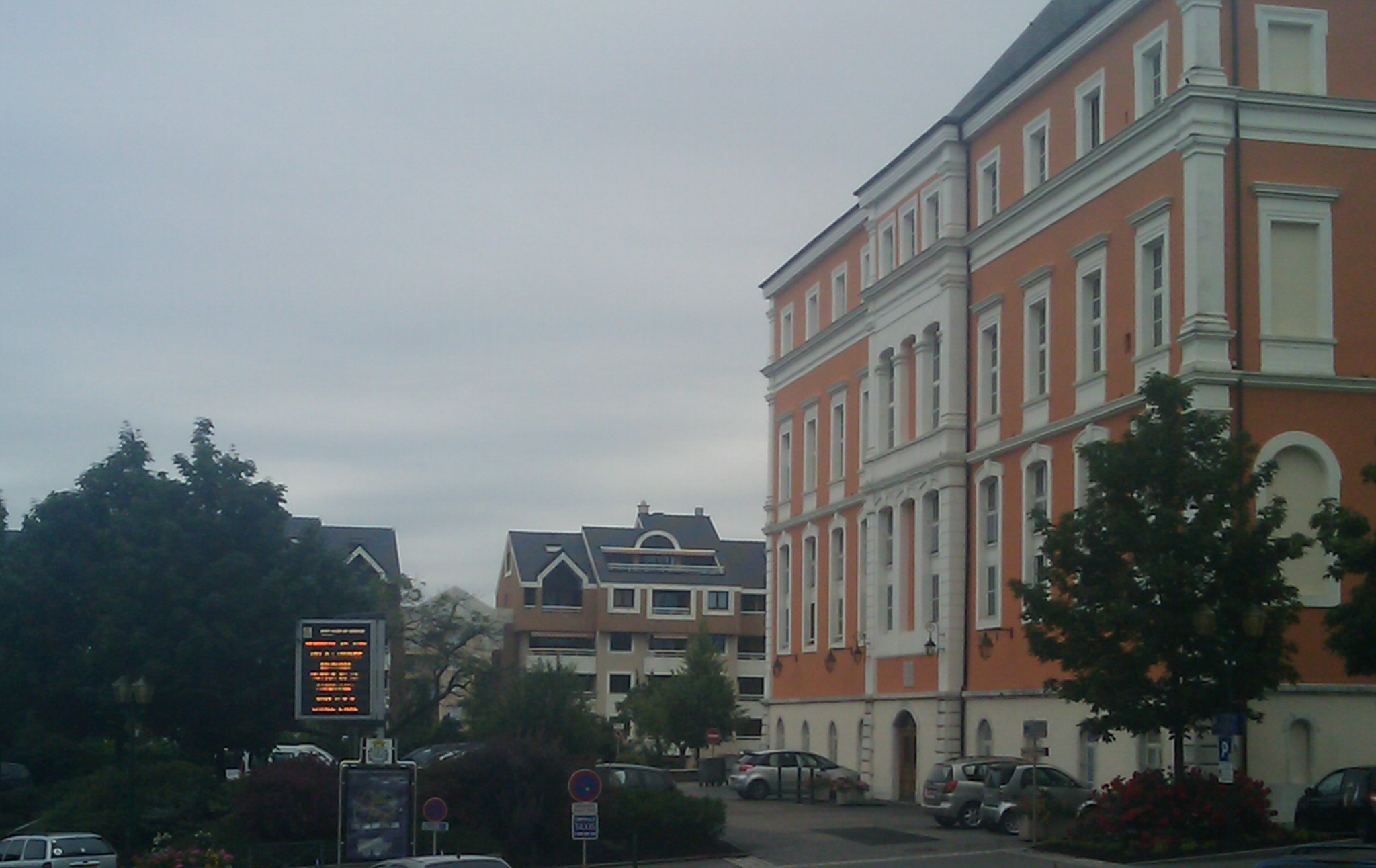
Place du Maquis des Glières et Mairie (façade ouest).
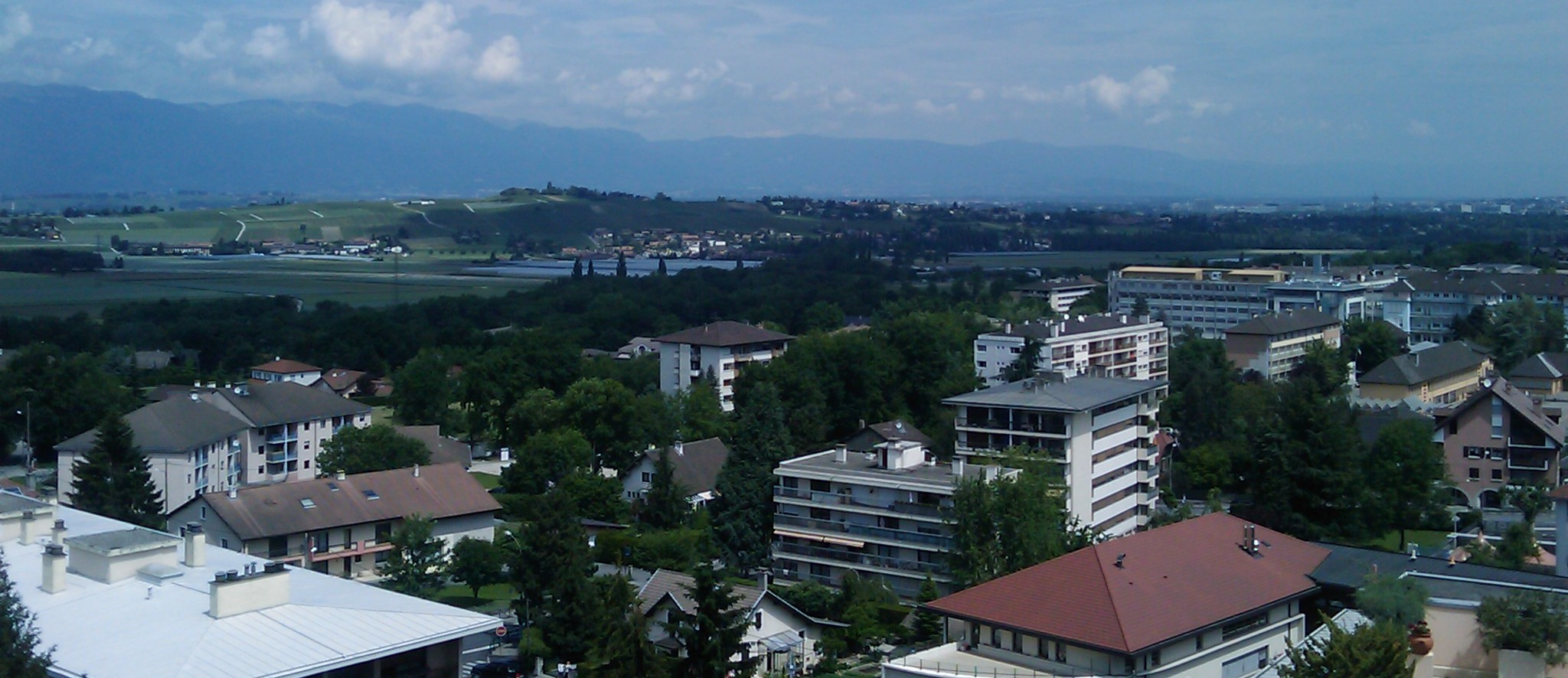
View of the Acacias area and the hospital. In the background, the Geneva countryside and the Jura mountain range.
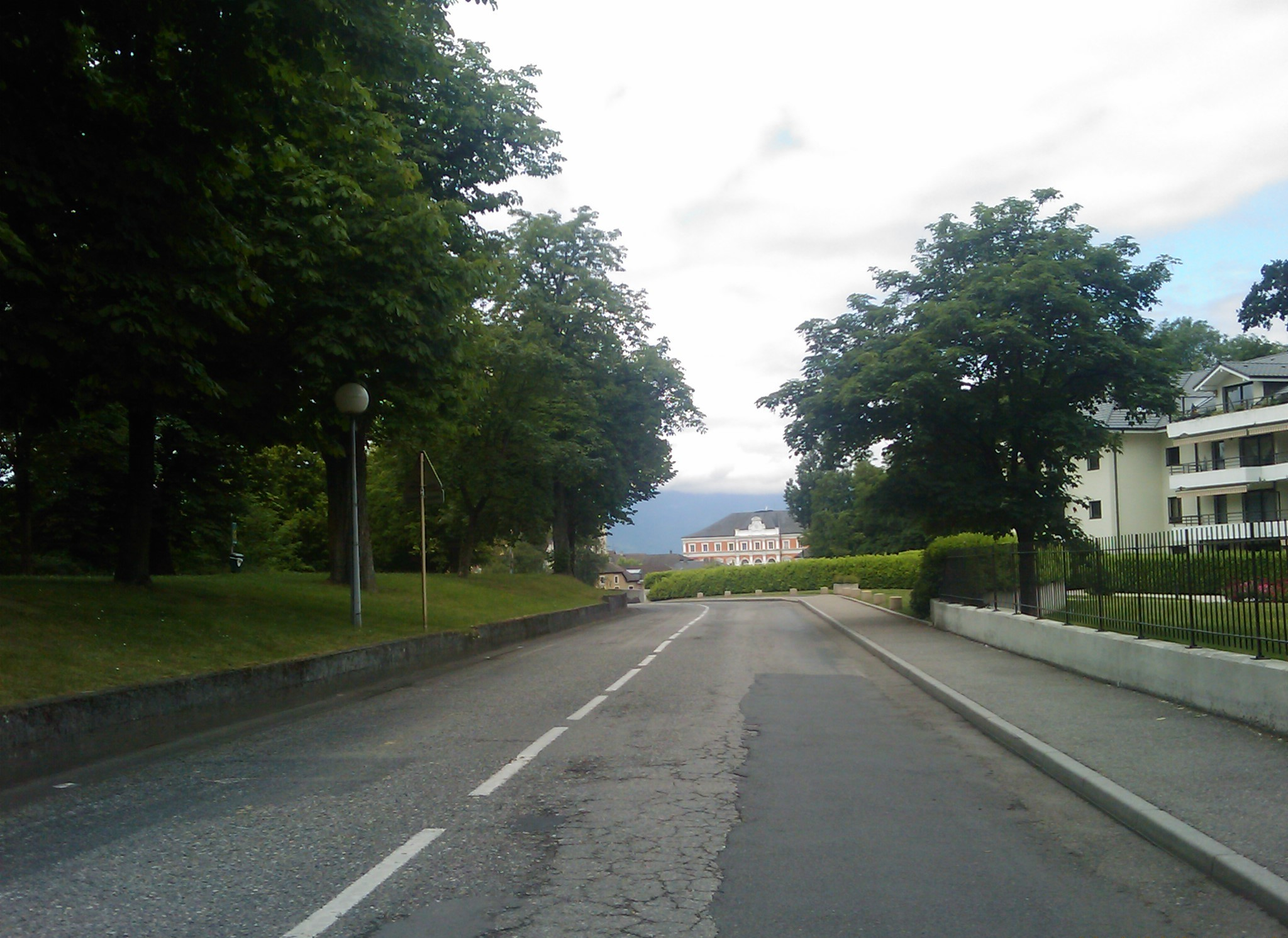
The townhall as seen from the "Promenade du Crêt".